# Hypotheses non fingo

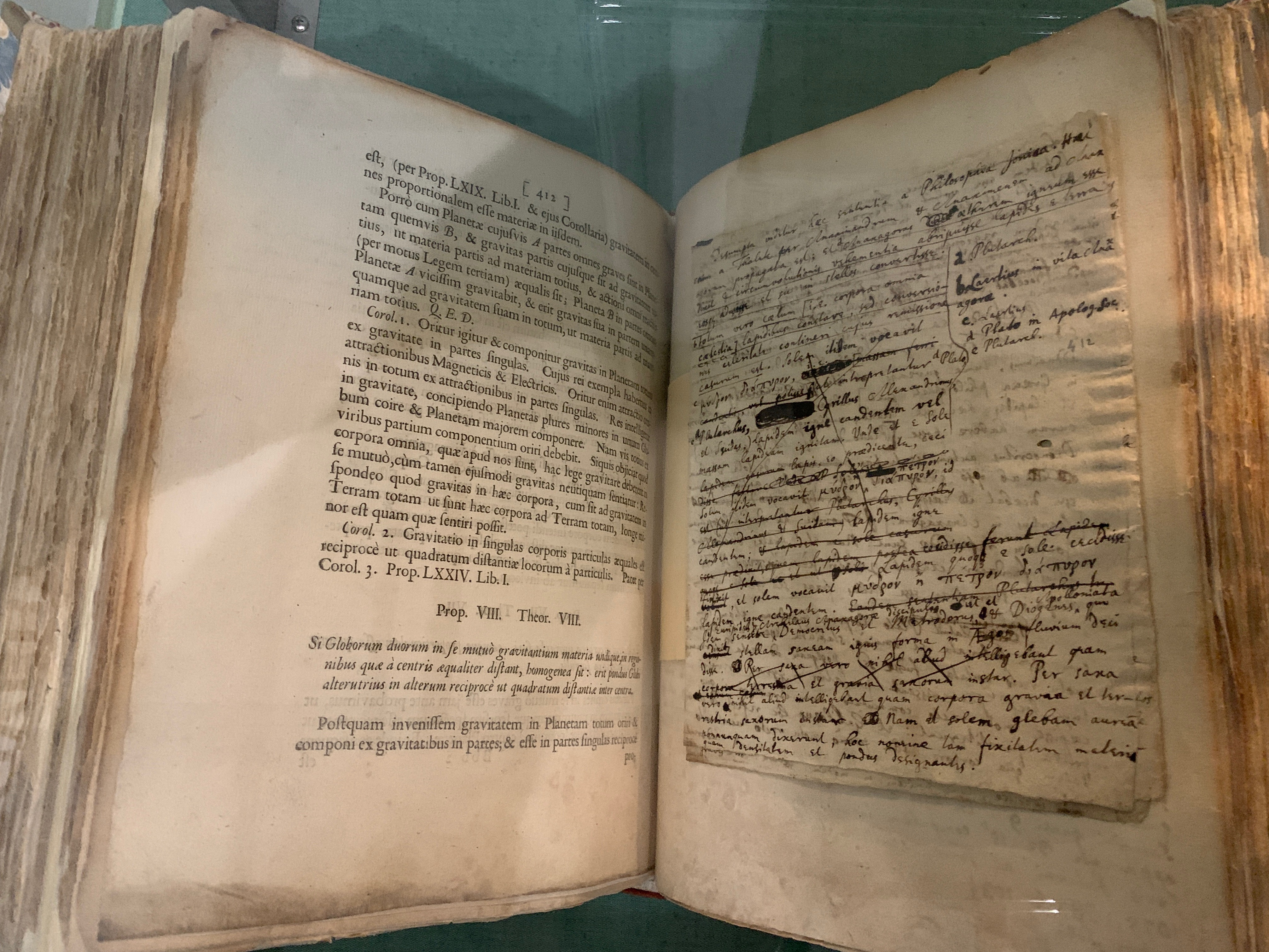
Copia personal de Isaac Newton de la primera edición de Philosophiæ Naturalis Principia Mathematica anotada por él para la segunda edición

Hypotheses non fingo (en latín 'No compongo [una] hipótesis') es una frase famosa empleada por Isaac Newton en su ensayo General Scholium, que se publicó en la segunda edición de sus Philosophiae Naturalis Principia Mathematica.
Era su respuesta a aquellos que le habían desafiado a dar una explicación de las causas de la gravedad en lugar de dar sólo los principios matemáticos de la cinética. Junto a la navaja de Occam, la cita de Newton se puede considerar un distanciamiento del concepto aristotélico de filosofía natural.
- Datos: Q731038